# Savignac-les-Ormeaux
Pour les articles homonymes, voir Savignac et Ormeau.
Savignac-les-Ormeaux est une commune française située dans le département de l'Ariège, en région Occitanie. Sur le plan historique et culturel, la commune fait partie du pays du Sabarthès, structuré par la haute vallée de l'Ariège en amont du pays de Foix avec Tarascon-sur-Ariège comme ville principale.
Exposée à un climat océanique altéré, elle est drainée par l'Ariège, le ruisseau du Najar, le ruisseau d'eychenac et par divers autres petits cours d'eau. La commune possède un patrimoine naturel remarquable composé de sept zones naturelles d'intérêt écologique, faunistique et floristique.
Savignac-les-Ormeaux est une commune rurale qui compte 397 habitants en 2022, après avoir connu une forte hausse de la population depuis 1975. Ses habitants sont appelés les Savignacois ou Savignacoises.
Ses habitants sont les Savignacois et les Savignacoises.
Le patrimoine architectural de la commune comprend un immeuble protégé au titre des monuments historiques : le château, inscrit en 1976.

## Géographie

### Localisation
La commune de Savignac-les-Ormeaux se trouve dans le département de l'Ariège, en région Occitanie.
Commune située dans les Pyrénées sur l'Ariège. Le village est à 2 km au nord-ouest d'Ax-les-Thermes, le bourg-centre sur cette partie de la vallée, et à 35 km de la frontière avec l'Andorre.
Elle se situe à 31 km à vol d'oiseau de Foix, préfecture du département, et à 2 km d'Ax-les-Thermes, bureau centralisateur du canton de Haute-Ariège dont dépend la commune depuis 2015 pour les élections départementales.
La commune fait en outre partie du bassin de vie d'Ax-les-Thermes.
Les communes les plus proches sont : 
Vaychis (1,7 km), Ignaux (1,9 km), Ax-les-Thermes (2,1 km), Tignac (2,6 km), Sorgeat (2,7 km), Perles-et-Castelet (3,0 km), Ascou (3,8 km), Caussou (4,5 km).
Sur le plan historique et culturel, Savignac-les-Ormeaux fait partie du pays du Sabarthès, structuré par la haute vallée de l'Ariège en amont du pays de Foix avec Tarascon-sur-Ariège comme ville principale.
Les communes limitrophes sont Aston, Ax-les-Thermes, Ignaux, Luzenac, Mérens-les-Vals, Perles-et-Castelet, Tignac et Vaychis.
| Tignac (sur 100 m) | Vaychis              | Ignaux         |
| Perles-et-Castelet | Savignac-les-Ormeaux | Ax-les-Thermes |
| Luzenac, Aston     | Mérens-les-Vals      |                |

### Géologie et relief
La commune est située dans les Pyrénées, une chaîne montagneuse jeune, érigée durant l'ère tertiaire (il y a 40 millions d'années environ), en même temps que les Alpes. Les terrains affleurants sur le territoire communal sont constitués de roches sédimentaires datant pour certaines du Paléozoïque, une ère géologique qui s'étend de −541 à −252,2 Ma (millions d'années), et pour d'autres du Protérozoïque, le dernier éon du Précambrien sur l’échelle des temps géologiques. La structure détaillée des couches affleurantes est décrite dans les feuilles « n°1087 - Vicdessos » et « n°1093 - Fontargente » de la carte géologique harmonisée au 1/50 000ème du département de l'Ariège, et leurs notices associées,.
La superficie cadastrale de la commune publiée par l’Insee, qui sert de références dans toutes les statistiques, est de 28,31 km2,. La superficie géographique, issue de la BD Topo, composante du Référentiel à grande échelle produit par l'IGN, est quant à elle de 28,15 km2. Son relief est particulièrement escarpé puisque la dénivelée maximale atteint 2 124 mètres. L'altitude du territoire varie entre 665 m et 2 789 m.

### Hydrographie
La commune est dans le bassin versant de la Garonne, au sein du bassin hydrographique Adour-Garonne. Elle est drainée par l'Ariège, le ruisseau du Najar, le ruisseau d'eychenac, le canal du Moulin, le Rec d'Esquine d'Ase, le ruisseau de Guissou, le ruisseau de la Crémade, le ruisseau de Roumadel, le ruisseau d'Espales, le ruisseau des Pradels et par divers petits cours d'eau, constituant un réseau hydrographique de 31 km de longueur totale,.
L'Ariège, d'une longueur totale de 162,91 km, prend sa source dans la commune de Porta et s'écoule du sud vers le nord. Elle traverse la commune et se jette dans la Garonne à Portet-sur-Garonne, après avoir traversé 56 communes.
Le ruisseau du Najar, d'une longueur totale de 13,7 km, est entièrement situé sur la commune. Il prend sa source au pied du pic des Calmettes, à l'extrémité sud de la commune, et se jette dans l'Ariège au droit du bourg.

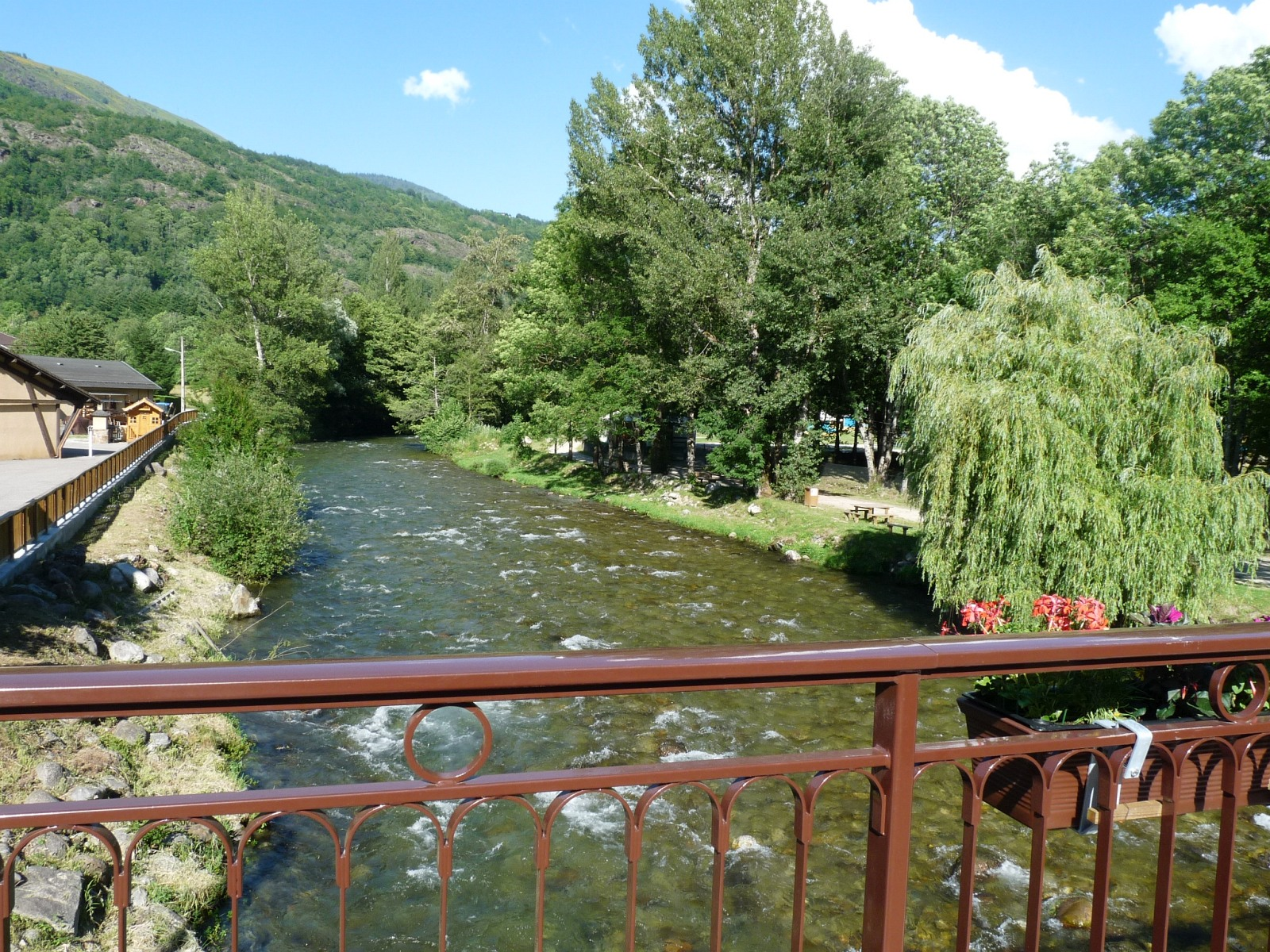
L'Ariège vue vers l'amont au pont de Savignac.
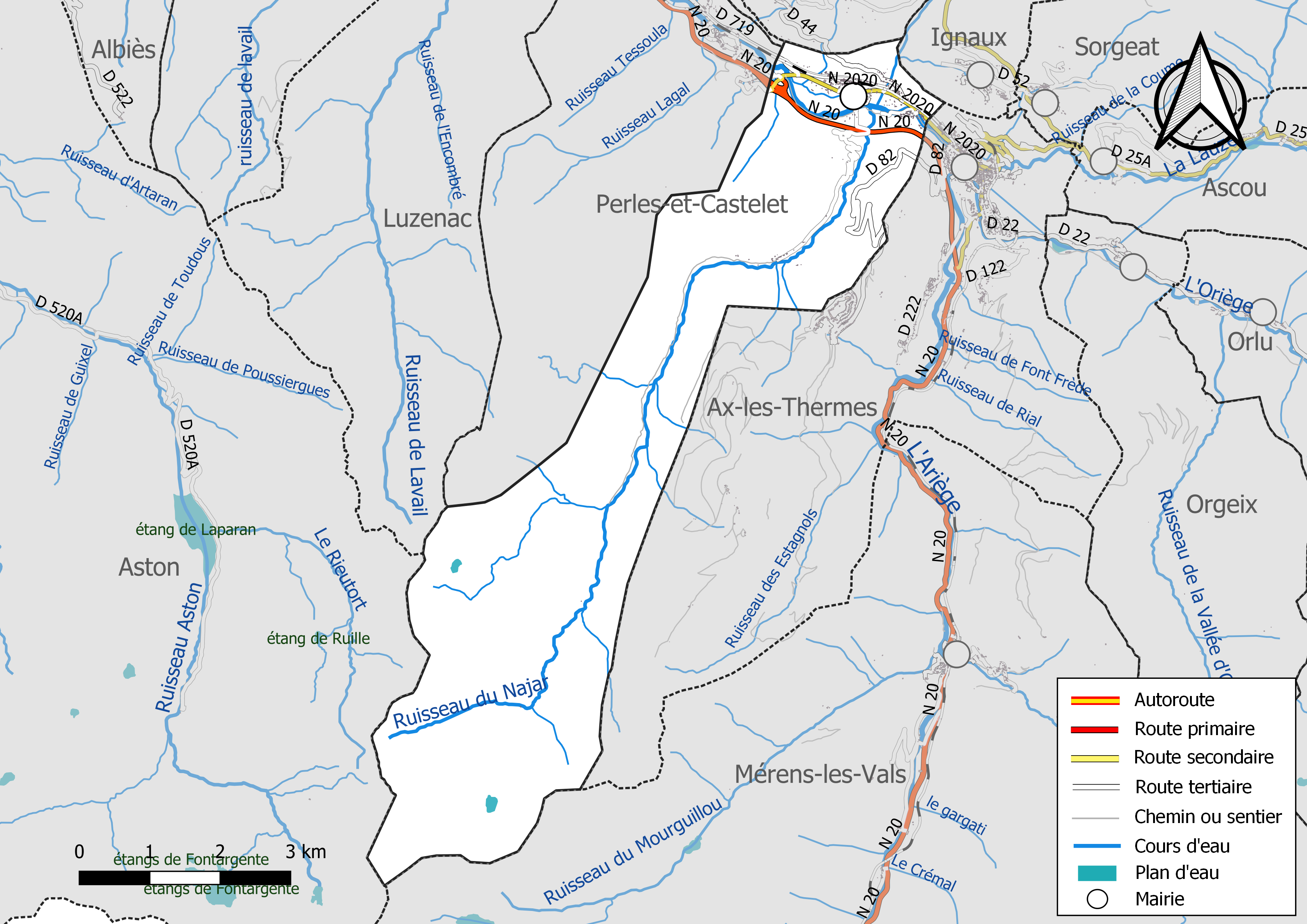
Réseaux hydrographique et routier de Savignac-les-Ormeaux.

### Climat
Pour des articles plus généraux, voir Climat de l'Occitanie et Climat de l'Ariège.
En 2010, le climat de la commune est de type climat océanique altéré, selon une étude s'appuyant sur une série de données couvrant la période 1971-2000. En 2020, Météo-France publie une typologie des climats de la France métropolitaine dans laquelle la commune est exposée à un climat de montagne et est dans la région climatique Pyrénées centrales, caractérisée par une pluviométrie annuelle de 1 000 à 1 200 mm.
Pour la période 1971-2000, la température annuelle moyenne est de 11 °C, avec une amplitude thermique annuelle de 15,1 °C. Le cumul annuel moyen de précipitations est de 988 mm, avec 8,4 jours de précipitations en janvier et 6,3 jours en juillet. Pour la période 1991-2020, la température moyenne annuelle observée sur la station météorologique la plus proche, située sur la commune d'Ascou à 4 km à vol d'oiseau, est de 9,3 °C et le cumul annuel moyen de précipitations est de 1 258,8 mm,. Pour l'avenir, les paramètres climatiques de la commune estimés pour 2050 selon différents scénarios d'émission de gaz à effet de serre sont consultables sur un site dédié publié par Météo-France en novembre 2022.

### Milieux naturels et biodiversité
L’inventaire des zones naturelles d'intérêt écologique, faunistique et floristique (ZNIEFF) a pour objectif de réaliser une couverture des zones les plus intéressantes sur le plan écologique, essentiellement dans la perspective d’améliorer la connaissance du patrimoine naturel national et de fournir aux différents décideurs un outil d’aide à la prise en compte de l’environnement dans l’aménagement du territoire.
Quatre ZNIEFF de type 1 sont recensées sur la commune :
- le « cours de l'Ariège » (1 341 ha), couvrant 112 communes dont 86 dans l'Ariège et 26 dans la Haute-Garonne[27] ;
- les « montagnes orientales d'Ax-les-Thermes » (9 524 ha), couvrant 20 communes dont 16 dans l'Ariège et 4 dans l'Aude[28] ;
- la « rive gauche de la haute vallée de l'Ariège » (16 207 ha), couvrant 14 communes du département[29] ;
- la « vallée de l'Aston » (16 077 ha), couvrant 13 communes du département[30] ;

et trois ZNIEFF de type 2, : 
- « le bassin versant de l'Oriège et montagnes orientales d'Ax-les-Thermes » (18 551 ha), couvrant 25 communes dont 18 dans l'Ariège, 4 dans l'Aude et 3 dans les Pyrénées-Orientales[31] ;
- « L'Ariège et ripisylves » (1 975 ha), couvrant 56 communes dont 43 dans l'Ariège et 13 dans la Haute-Garonne[32] ;
- le « massif de l'Aston et haute vallée de l'Ariège » (0 ha), couvrant 24 communes dont 22 dans l'Ariège et 2 dans les Pyrénées-Orientales[33].

Carte des ZNIEFF de type 1 et 2 à Savignac-les-Ormeaux.
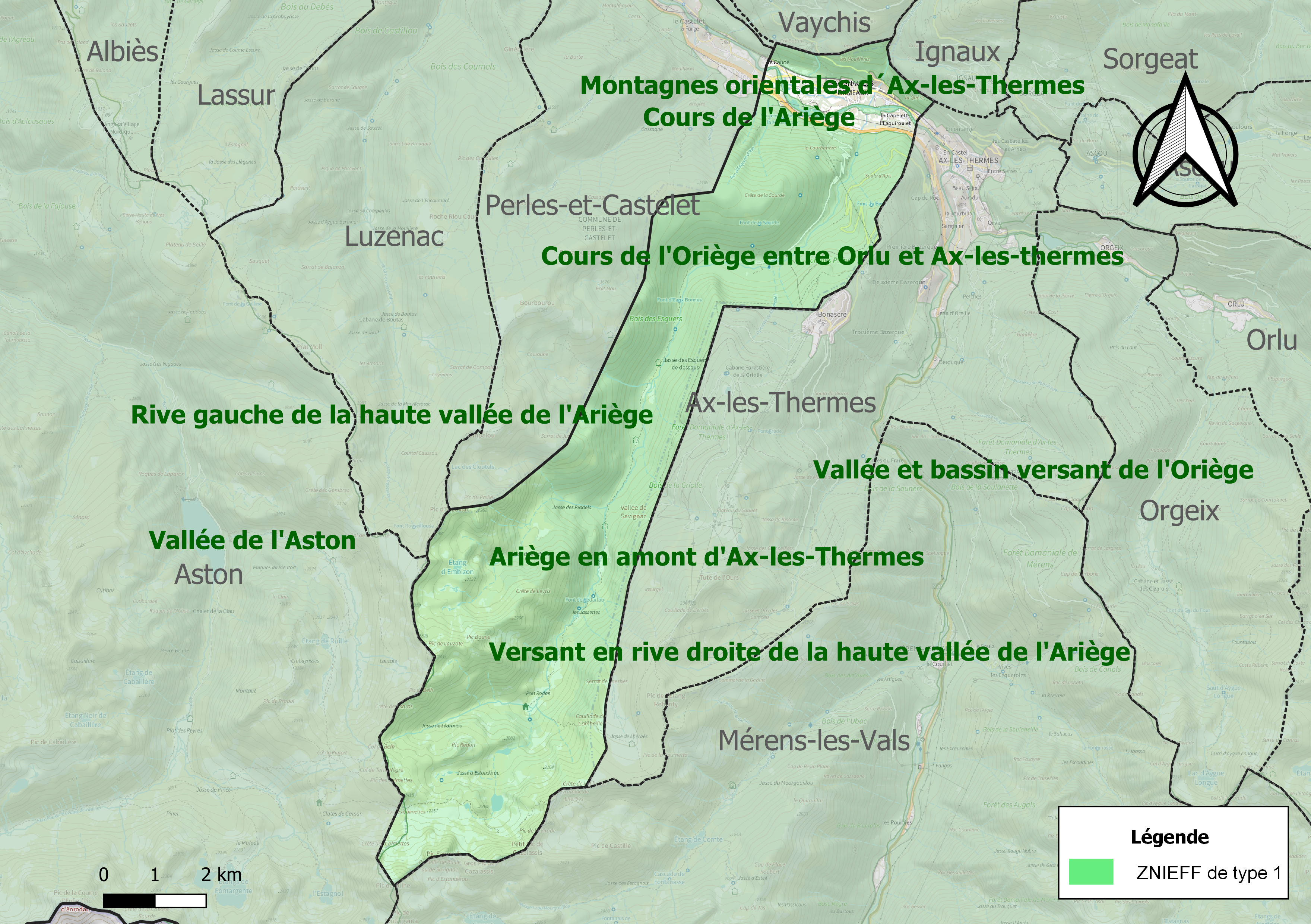
Carte des ZNIEFF de type 1 sur la commune.
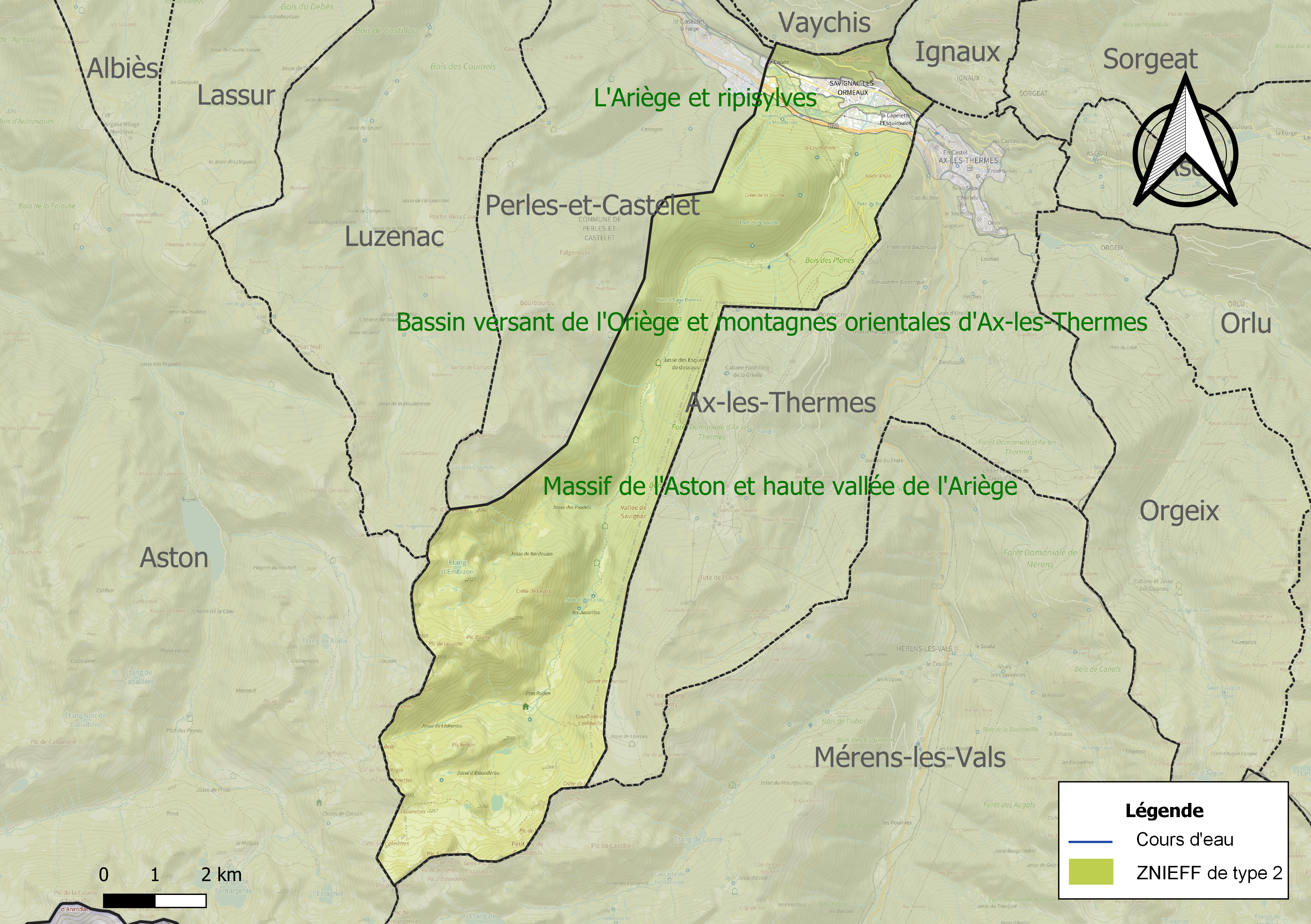
Carte des ZNIEFF de type 2 sur la commune.

## Urbanisme

### Typologie
Au 1er janvier 2024, Savignac-les-Ormeaux est catégorisée commune rurale à habitat dispersé, selon la nouvelle grille communale de densité à 7 niveaux définie par l'Insee en 2022.
Elle est située hors unité urbaine et hors attraction des villes,.

### Occupation des sols

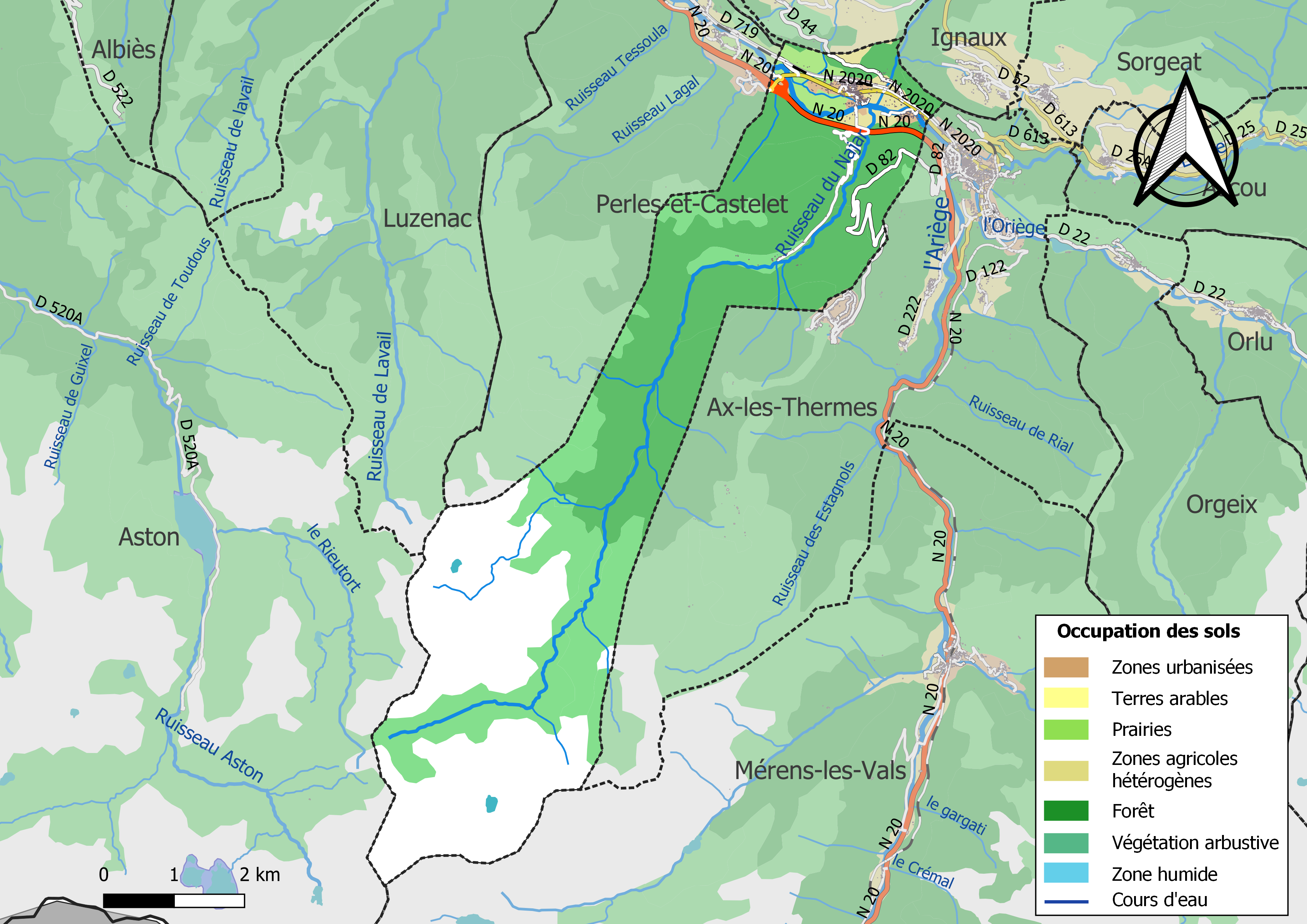
Carte des infrastructures et de l'occupation des sols de la commune en 2018 (CLC).

L'occupation des sols de la commune, telle qu'elle ressort de la base de données européenne d’occupation biophysique des sols Corine Land Cover (CLC), est marquée par l'importance des forêts et milieux semi-naturels (94,6 % en 2018), une proportion sensiblement équivalente à celle de 1990 (94,8 %). La répartition détaillée en 2018 est la suivante : 
forêts (44,1 %), espaces ouverts, sans ou avec peu de végétation (33,2 %), milieux à végétation arbustive et/ou herbacée (17,3 %), prairies (3,1 %), zones urbanisées (1,9 %), zones industrielles ou commerciales et réseaux de communication (0,3 %), zones agricoles hétérogènes (0,2 %). L'évolution de l’occupation des sols de la commune et de ses infrastructures peut être observée sur les différentes représentations cartographiques du territoire : la carte de Cassini (XVIIIe siècle), la carte d'état-major (1820-1866) et les cartes ou photos aériennes de l'IGN pour la période actuelle (1950 à aujourd'hui).

### Hameaux
La Capelette, l'Esquiroulet...

### Habitat et logement
En 2018, le nombre total de logements dans la commune était de 568, alors qu'il était de 596 en 2013 et de 447 en 2008.
Parmi ces logements, 34 % étaient des résidences principales, 59,8 % des résidences secondaires et 6,3 % des logements vacants. Ces logements étaient pour 43,7 % d'entre eux des maisons individuelles et pour 25,9 % des appartements.
Le tableau ci-dessous présente la typologie des logements à Savignac-les-Ormeaux en 2018 en comparaison avec celle de l'Ariège et de la France entière. Une caractéristique marquante du parc de logements est ainsi une proportion de résidences secondaires et logements occasionnels (59,8 %) supérieure à celle du département (24,6 %) et à celle de la France entière (9,7 %). Concernant le statut d'occupation de ces logements, 58,9 % des habitants de la commune sont propriétaires de leur logement (57,1 % en 2013), contre 66,3 % pour l'Ariège et 57,5 % pour la France entière.
| Typologie                                               | Savignac-les-Ormeaux | Ariège | France entière |
| ------------------------------------------------------- | -------------------- | ------ | -------------- |
| Résidences principales (en %)                           | 34                   | 65,7   | 82,1           |
| Résidences secondaires et logements occasionnels (en %) | 59,8                 | 24,6   | 9,7            |
| Logements vacants (en %)                                | 6,3                  | 9,7    | 8,2            |

### Risques majeurs
Le territoire de la commune de Savignac-les-Ormeaux est vulnérable à différents aléas naturels : inondations, climatiques (grand froid ou canicule), feux de forêts, mouvements de terrains, avalanche  et séisme (sismicité moyenne). Il est également exposé à huit risques technologiques, le transport de matières dangereuses et la rupture d'un barrage, et à un risque particulier, le risque radon,.

#### Risques naturels

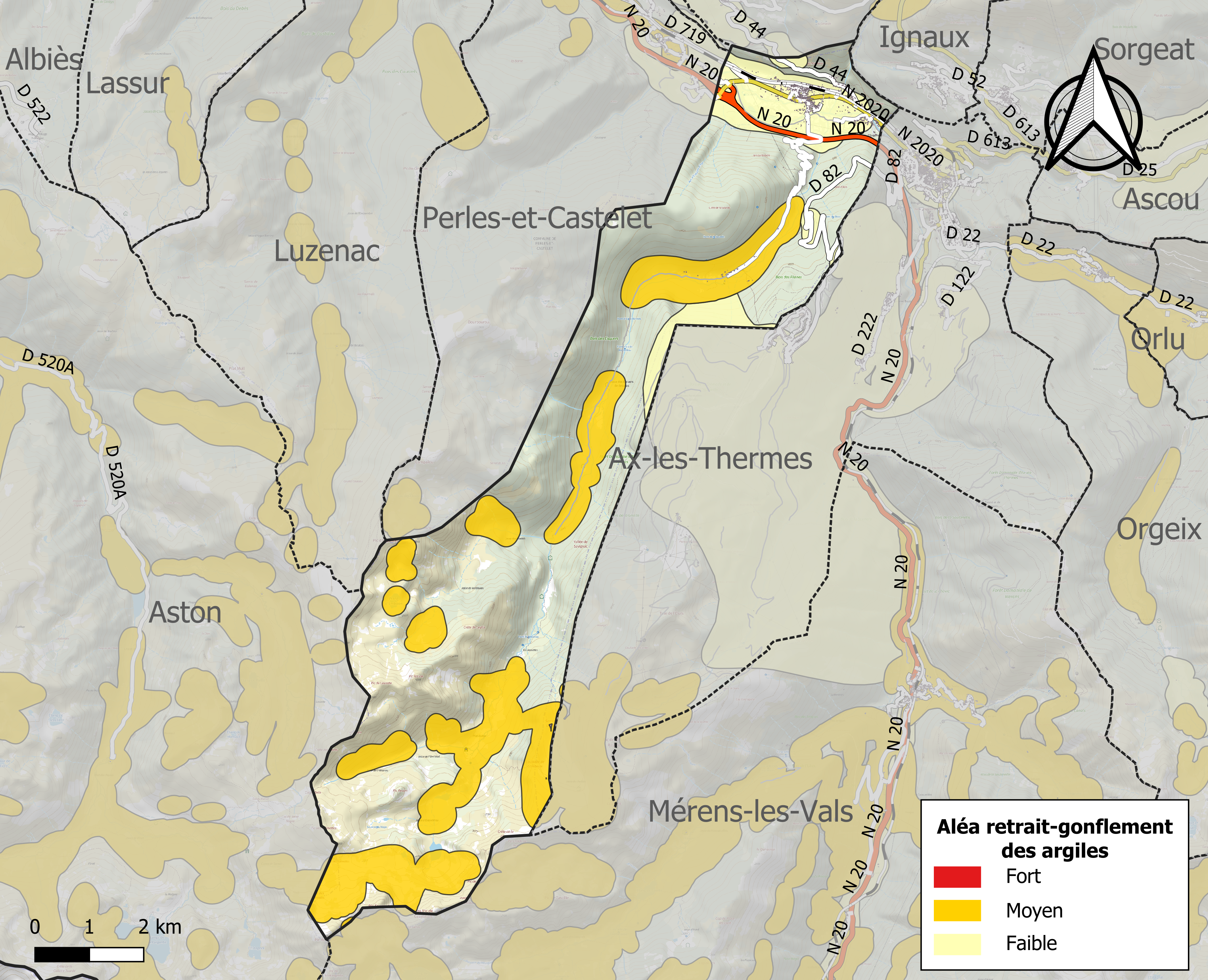
Zonage de l'aléa retrait-gonflement des argiles sur la commune de Savignac-les-Ormeaux.

Certaines parties du territoire communal sont susceptibles d’être affectées par le risque d’inondation par débordement, crue torrentielle d'un cours d'eau, l'Ariège, ou ruissellement d'un versant. L’épisode de crue le plus marquant dans le département reste sans doute celui de 1875. Parmi les inondations marquantes plus récentes concernant le cours d'eau de l'Ariège figurent la crue torrentielle de 1982 et les inondations de plaine de 1996 et de 2005 de la Basse vallée de l'Ariège.
Les mouvements de terrains susceptibles de se produire sur la commune sont soit des chutes de blocs, soit des glissements de terrains, soit des mouvements liés au retrait-gonflement des argiles. Près de 50 % de la superficie du département est concernée par l'aléa retrait-gonflement des argiles, dont la commune de Savignac-les-Ormeaux. L'inventaire national des cavités souterraines permet par ailleurs de localiser celles situées sur la commune.
Ces risques naturels sont pris en compte dans l'aménagement du territoire de la commune par le biais d'un plan de prévention des risques (PPR) inondation et mouvement de terrain approuvé le 26 avril 2012.

#### Risques technologiques
Le risque de transport de matières dangereuses par une infrastructure routière ou ferroviaire ou par une canalisation de transport de gaz concerne la commune. Un accident se produisant sur une telle infrastructure est en effet susceptible d’avoir des effets graves au bâti ou aux personnes jusqu’à 350 m, selon la nature du matériau transporté. Des dispositions d’urbanisme peuvent être préconisées en conséquence.
Dans le département de l’Ariège on dénombre cinq grands barrages susceptibles d’occasionner des dégâts en cas de rupture. La commune fait partie des 80 communes susceptibles d’être touchées par l’onde de submersion consécutive à la rupture d’un de ces barrages. Elle est en effet dans la zone de proximité immédiate d'un barrage classé PPI.

#### Risque particulier
Dans plusieurs parties du territoire national, le radon, accumulé dans certains logements ou autres locaux, peut constituer une source significative d’exposition de la population aux rayonnements ionisants. Toutes les communes du département sont concernées par le risque radon à un niveau plus ou moins élevé. Selon la classification de 2018, la commune de Savignac-les-Ormeaux est classée en zone 3, à savoir zone à potentiel radon significatif.

## Toponymie
L'hypothèse issue de Sabiniacus (propriété de Sabinius) est mentionnée par l'historiographe Auguste Longnon dans Les noms de lieu de la France, édité en 1920.

## Histoire

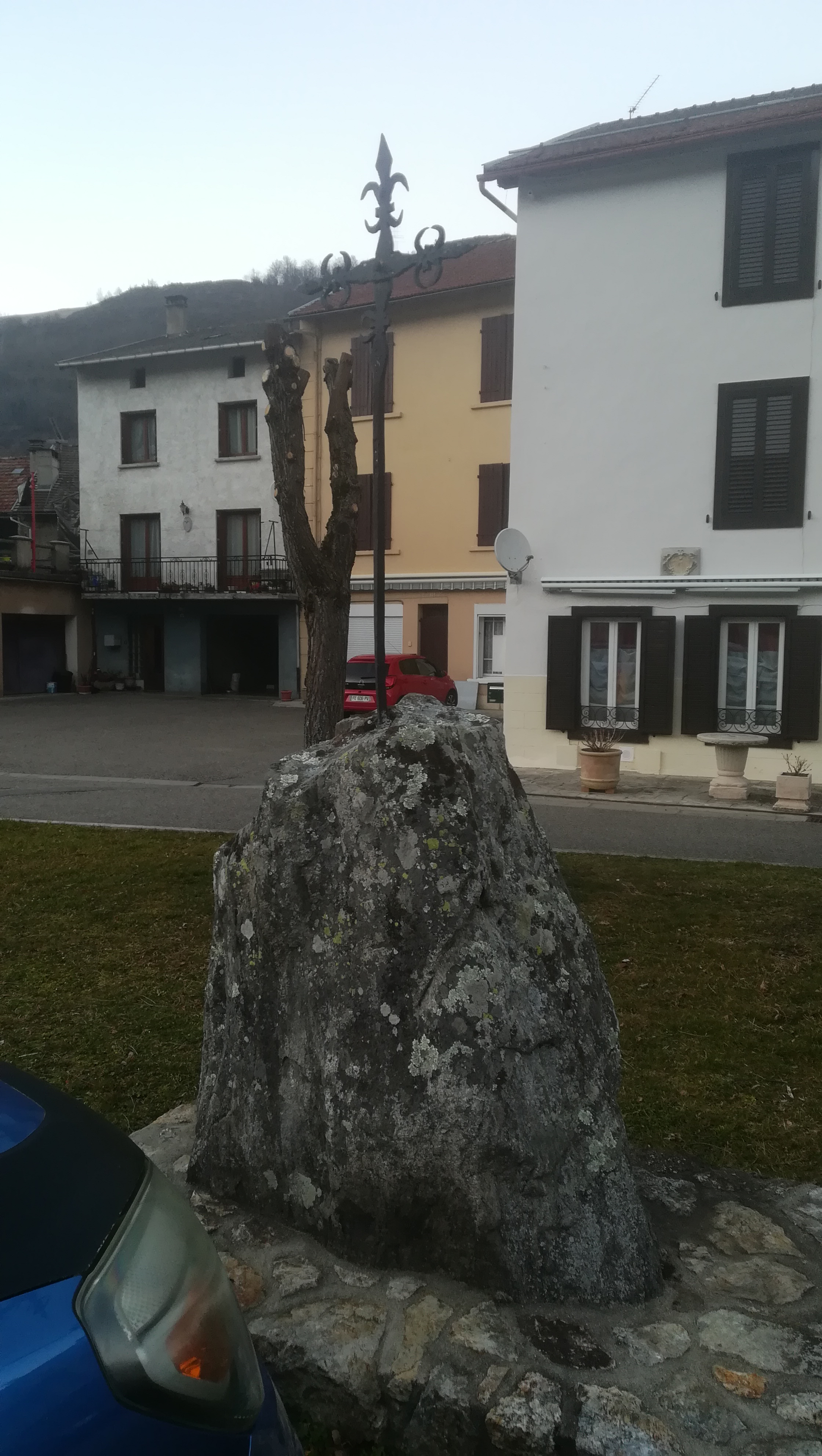
Le menhir christianisé, au village.

L'occupation du site du village daterait de la Préhistoire, validée par un menhir. Le village aurait été fondé au Ve siècle av. J.-C. par les Italos-celtes puis les Ibères [réf. nécessaire].
Les Maures ont ensuite occupé le village de 730 à 778, puis furent remplacés par les Francs.[réf. nécessaire]
Au Moyen Âge, Savignac faisait partie du comté de Carcassonne, jusqu'en 1034. En 987, le comte Roger Ier de Carcassonne a donné les terres à l'abbaye Saint-Volusien de Foix, a qui va appartenir le village et son château jusqu'à la Révolution. Il reste trace d'une autorisation ultérieure de construction de fortifications donnée par le comte de Foix. Il existait un moulin à Savignac, appartenant à l'abbé de Foix, cité en 1390. Soixante ans plus tard, en 1456, le village fait partie de la châtellenie d'Ax-les-Thermes sous la juridiction du Consulat d'Ax.
En 1811 et 1812, les Espagnols occupant Ax-les-Thermes ont réquisitionné les richesses du village. Toujours au XIXe, un tremblement de terre a eu lieu le 3 octobre 1893 vers une heure du matin et a duré environ six secondes.
En 1937, les brebis d'un éleveur du village ont fait les frais d'une attaque d'ours.
En 1971 est créé le Peloton de gendarmerie de surveillance en montagne de Savignac qui devendra en 1993 le Peloton de gendarmerie de haute montagne de l'Ariège.

## Politique et administration

### Découpage territorial
La commune de Savignac-les-Ormeaux est membre de la communauté de communes de la Haute Ariège, un établissement public de coopération intercommunale (EPCI) à fiscalité propre créé le 27 septembre 2016 dont le siège est à Luzenac. Ce dernier est par ailleurs membre d'autres groupements intercommunaux.
Sur le plan administratif, elle est rattachée à l'arrondissement de Foix, au département de l'Ariège, en tant que circonscription administrative de l'État, et à la région Occitanie.
Sur le plan électoral, elle dépend du canton de Haute-Ariège pour l'élection des conseillers départementaux, depuis le redécoupage cantonal de 2014 entré en vigueur en 2015, et de la première circonscription de l'Ariège  pour les élections législatives, depuis le redécoupage électoral de 1986.

### Liste des maires
| Période                                  | Période   | Identité       | Étiquette | Qualité   |
| ---------------------------------------- | --------- | -------------- | --------- | --------- |
| mars 2001                                | mars 2014 | Claude Rouzaud |           |           |
| mars 2014                                | mai 2020  | Andrée Dubois  | SE        | Retraitée |
| mai 2020                                 | En cours  | Nicolas Pech   |           |           |
| Les données manquantes sont à compléter. |           |                |           |           |

## Démographie
L'évolution du nombre d'habitants est connue à travers les recensements de la population effectués dans la commune depuis 1793. Pour les communes de moins de 10 000 habitants, une enquête de recensement portant sur toute la population est réalisée tous les cinq ans, les populations de référence des années intermédiaires étant quant à elles estimées par interpolation ou extrapolation. Pour la commune, le premier recensement exhaustif entrant dans le cadre du nouveau dispositif a été réalisé en 2005.

En 2022, la commune comptait 397 habitants, en évolution de +5,59 % par rapport à 2016 (Ariège : +1,48 %, France hors Mayotte : +2,11 %).
| 1793 | 1800 | 1806 | 1821 | 1831 | 1836 | 1841 | 1846 | 1851 |
| ---- | ---- | ---- | ---- | ---- | ---- | ---- | ---- | ---- |
| 340  | 258  | 441  | 447  | 513  | 512  | 484  | 531  | 540  |

| 1856 | 1861 | 1866 | 1872 | 1876 | 1881 | 1886 | 1891 | 1896 |
| ---- | ---- | ---- | ---- | ---- | ---- | ---- | ---- | ---- |
| 507  | 502  | 442  | 391  | 404  | 430  | 398  | 433  | 436  |

| 1901 | 1906 | 1911 | 1921 | 1926 | 1931 | 1936 | 1946 | 1954 |
| ---- | ---- | ---- | ---- | ---- | ---- | ---- | ---- | ---- |
| 435  | 437  | 405  | 376  | 318  | 303  | 279  | 279  | 305  |

| 1962 | 1968 | 1975 | 1982 | 1990 | 1999 | 2005 | 2006 | 2010 |
| ---- | ---- | ---- | ---- | ---- | ---- | ---- | ---- | ---- |
| 297  | 255  | 292  | 276  | 372  | 399  | 396  | 383  | 423  |

| 2015 | 2020 | 2022 | - | - | - | - | - | - |
| ---- | ---- | ---- | - | - | - | - | - | - |
| 381  | 398  | 397  | - | - | - | - | - | - |

## Économie

### Revenus
En 2018, la commune compte 172 ménages fiscaux, regroupant 363 personnes. La médiane du revenu disponible par unité de consommation est de 19 500 € (19 820 € dans le département).

### Emploi
| Division       | 2008  | 2013   | 2018   |
| -------------- | ----- | ------ | ------ |
| Commune        | 5,8 % | 9,9 %  | 7,1 %  |
| Département    | 8,9 % | 11,1 % | 11,2 % |
| France entière | 8,3 % | 10 %   | 10 %   |

En 2018, la population âgée de 15 à 64 ans s'élève à 241 personnes, parmi lesquelles on compte 78,6 % d'actifs (71,4 % ayant un emploi et 7,1 % de chômeurs) et 21,4 % d'inactifs,. Depuis 2008, le taux de chômage communal (au sens du recensement) des 15-64 ans est inférieur à celui de la France et du département.
La commune est hors attraction des villes,. Elle compte 125 emplois en 2018, contre 112 en 2013 et 97 en 2008. Le nombre d'actifs ayant un emploi résidant dans la commune est de 174, soit un indicateur de concentration d'emploi de 72 % et un taux d'activité parmi les 15 ans ou plus de 59,2 %.
Sur ces 174 actifs de 15 ans ou plus ayant un emploi, 53 travaillent dans la commune, soit 30 % des habitants. Pour se rendre au travail, 69,2 % des habitants utilisent un véhicule personnel ou de fonction à quatre roues, 3,3 % les transports en commun, 18,6 % s'y rendent en deux-roues, à vélo ou à pied et 8,8 % n'ont pas besoin de transport (travail au domicile).

### Activités hors agriculture
26 établissements sont implantés  à Savignac-les-Ormeaux au 31 décembre 2019. Le tableau ci-dessous en détaille le nombre par secteur d'activité et compare les ratios avec ceux du département,.
Le secteur du commerce de gros et de détail, des transports, de l'hébergement et de la restauration est prépondérant sur la commune puisqu'il représente 50 % du nombre total d'établissements de la commune (13 sur les 26 entreprises implantées  à Savignac-les-Ormeaux), contre 27,5 % au niveau départemental.
L'économie du village repose essentiellement sur le tourisme de montagne, c'est-à-dire ski en hiver et randonnée en été. Ainsi, on trouve un magasin de location de matériel de montagne (ski, surf...), un camping...

### Agriculture
|                                   | 1988 | 2000 | 2010 |
| --------------------------------- | ---- | ---- | ---- |
| Exploitations                     | 7    | 4    | 7    |
| Superficie agricole utilisée (ha) | 70   | 87   | 112  |

La commune fait partie de la petite région agricole dénommée « Région pyrénéenne ». En 2010, l'orientation technico-économique de l'agriculture  sur la commune est l'élevage d'herbivores hors bovins, caprins et porcins. Sept exploitations agricoles ayant leur siège dans la commune sont dénombrées lors du recensement agricole de 2010 (sept en 1988). La superficie agricole utilisée est de 112 ha.

## Équipements, services et vie locale

### Secours en montagne
Savignac-les-Ormeaux est le siège d'un des quinze pelotons de gendarmerie de haute montagne (PGHM) de France.
La commune héberge aussi le centre de secours d'Ax-les-Thermes.

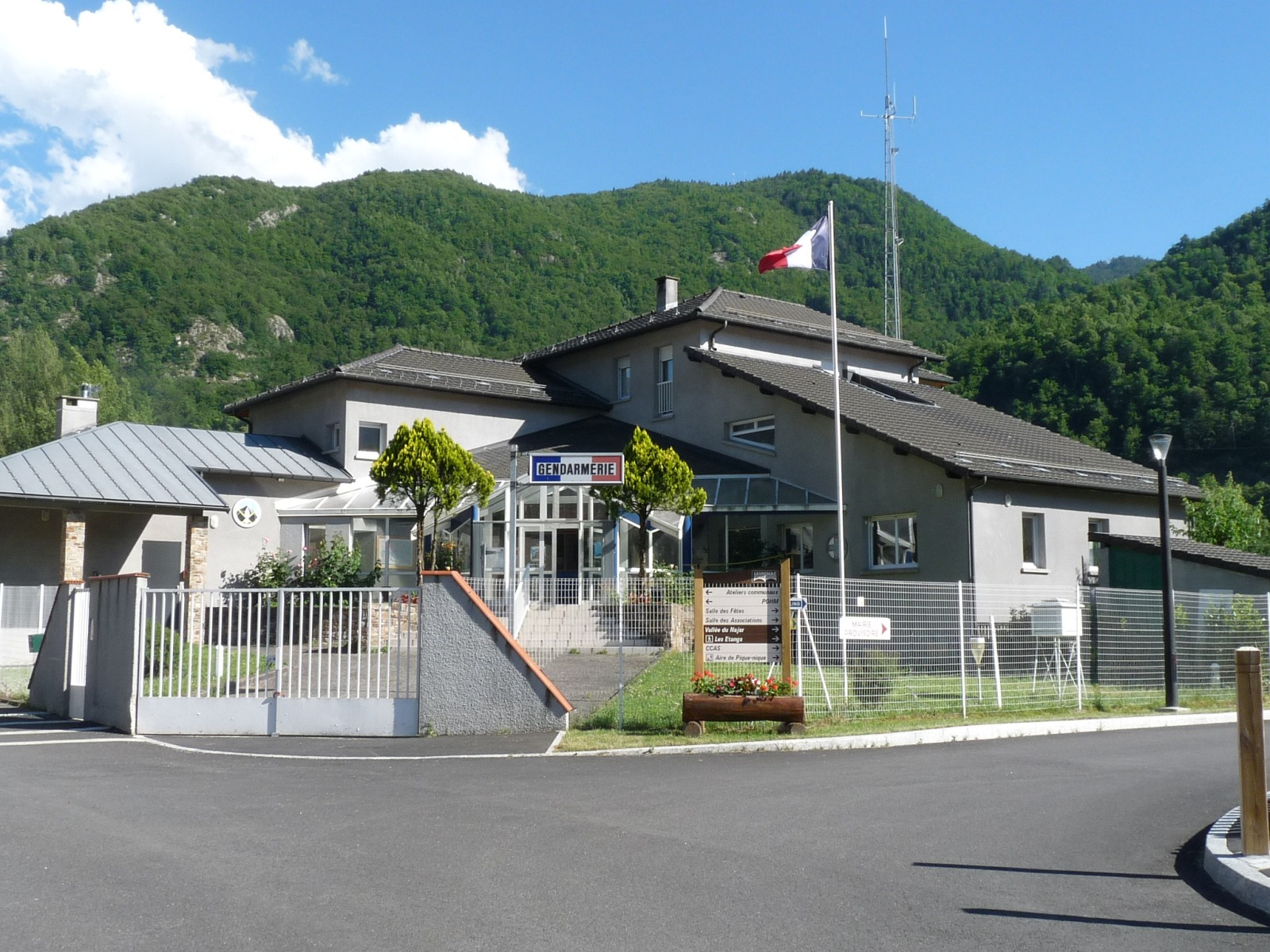
La gendarmerie.
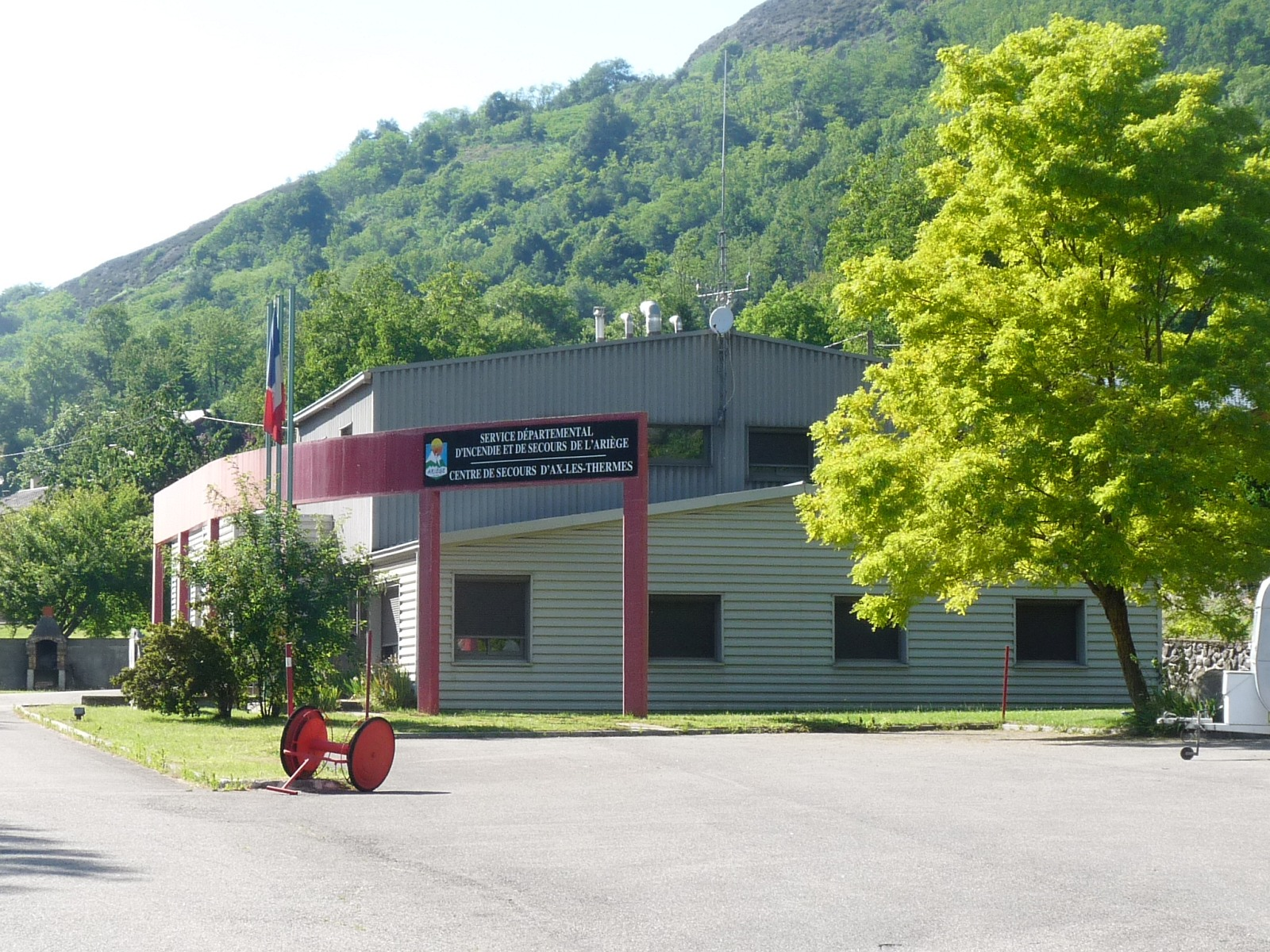
Le centre de secours d'Ax-les-Thermes.

### Enseignement
Savignac compte une école primaire publique.

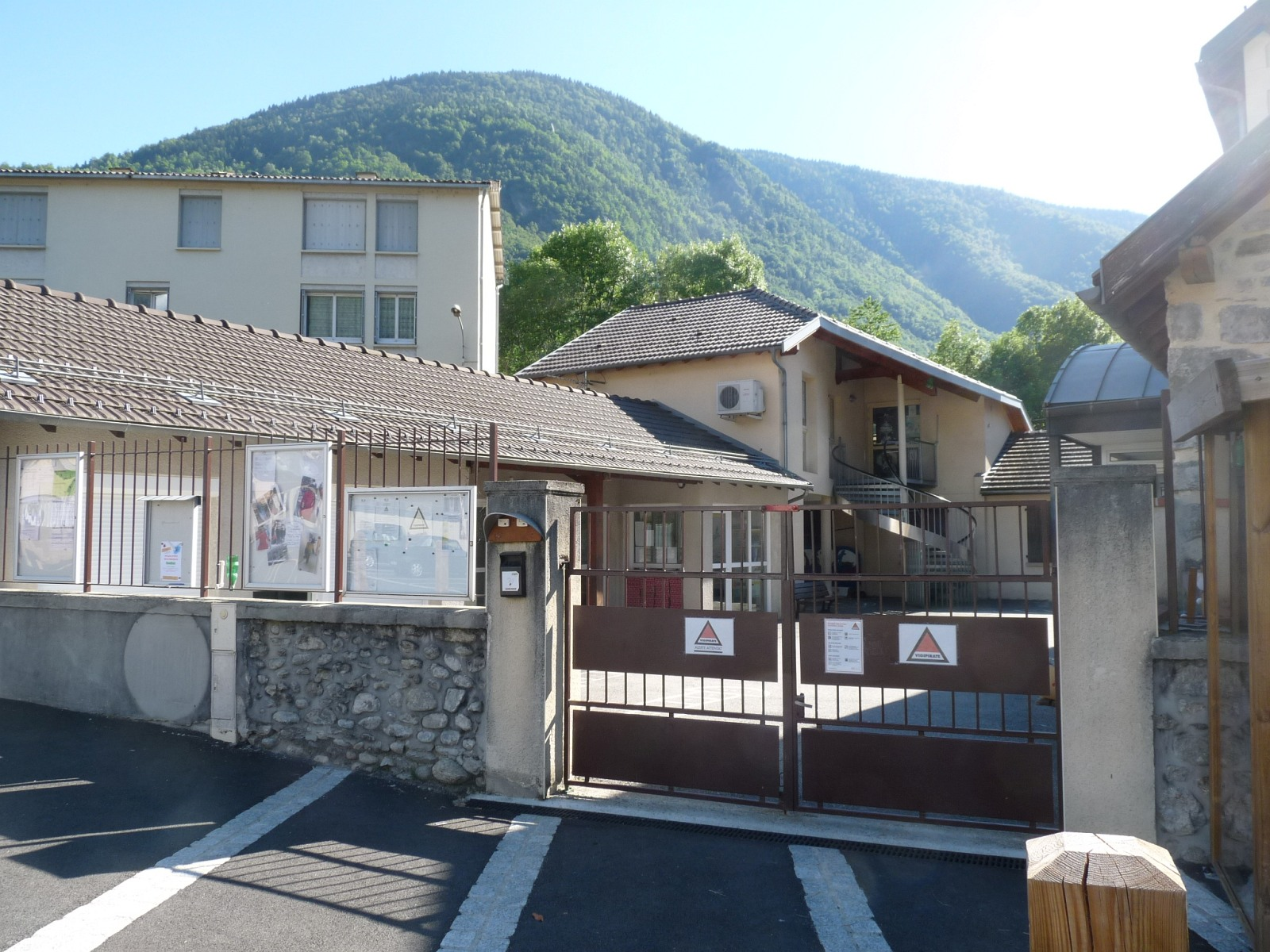
L'école.
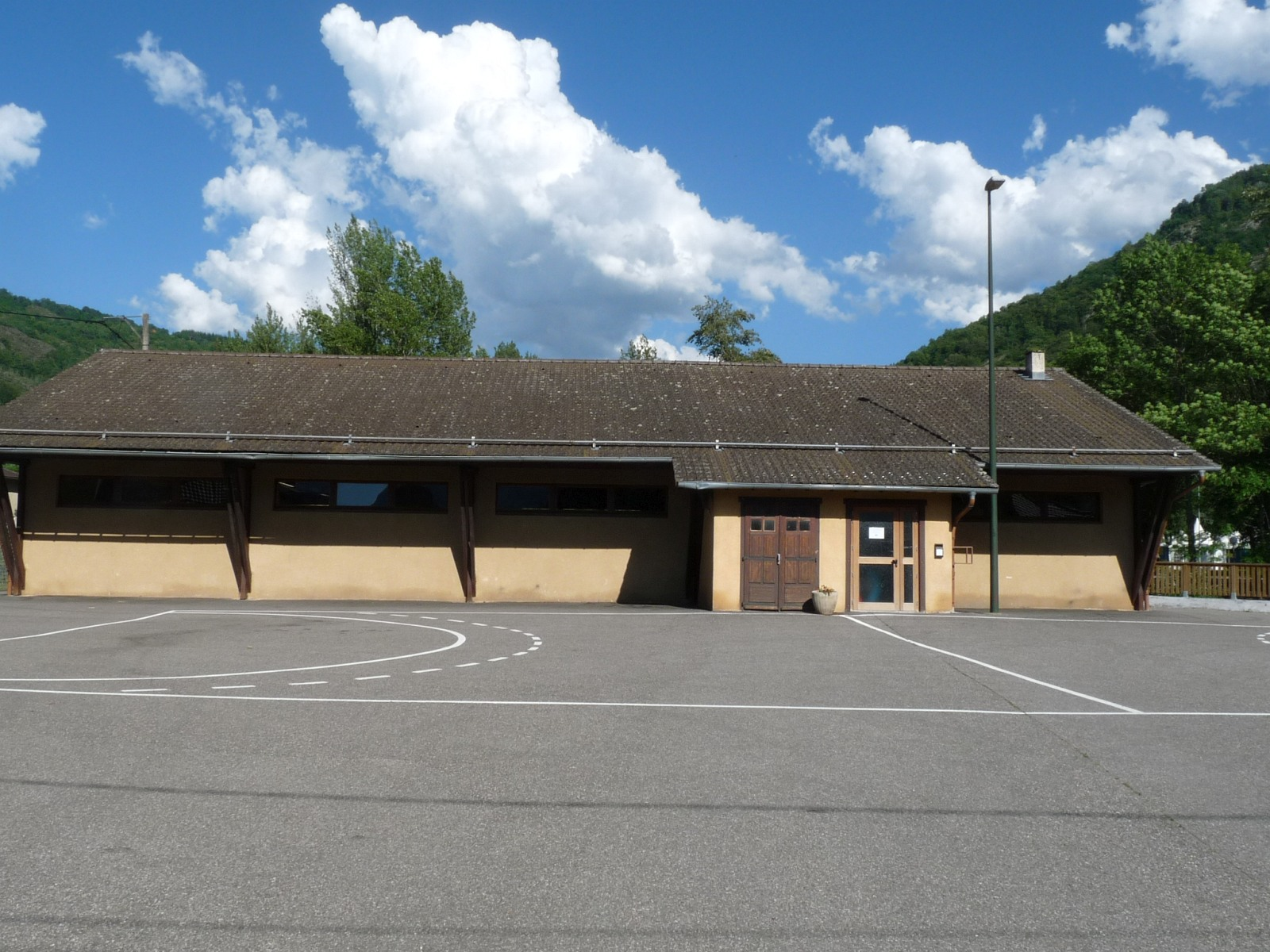
La salle des fêtes.

## Culture locale et patrimoine
- L'église Saint-Volusien, de style néo-roman, a été reconstruite entre 1901 et 1904. Initialement dédiée à saint Fabien et à saint Sébastien et confondue avec celle de Perles (jusqu'en 1803), elle possède un autel dont le tabernacle en bois sculpté et doré du XVIIe siècle et l'antependium en cuir de Cordoue du XVIIIe siècle sont classés au titre d'objet[58].
- Le château de Savignac, datant des XVIe et XIXe siècles, est inscrit monument historique depuis 1976[59].
- Le monument aux morts de la Première Guerre mondiale, édifié en 1921, est situé près de l'église[60].

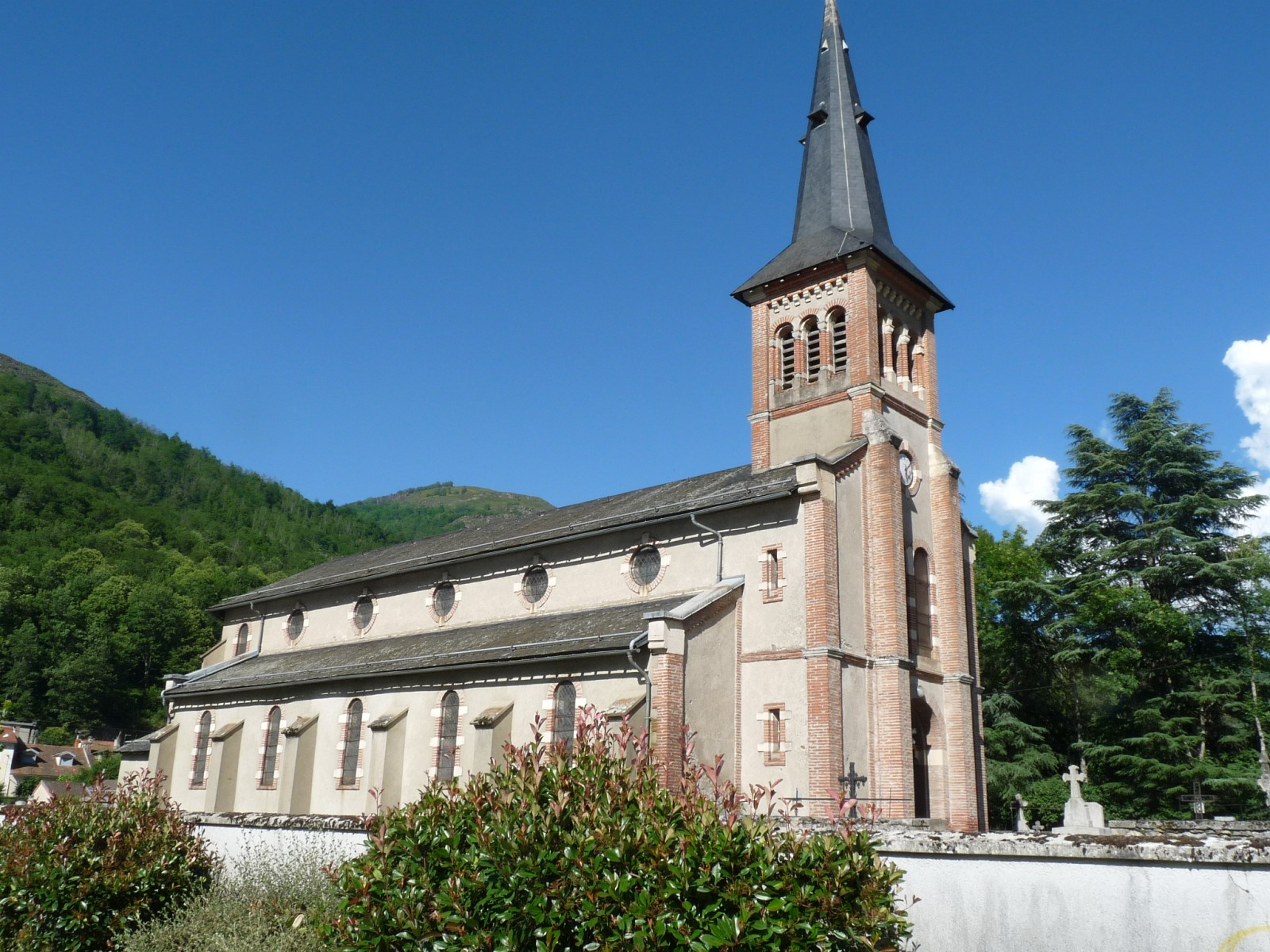
L'église Saint-Volusien.
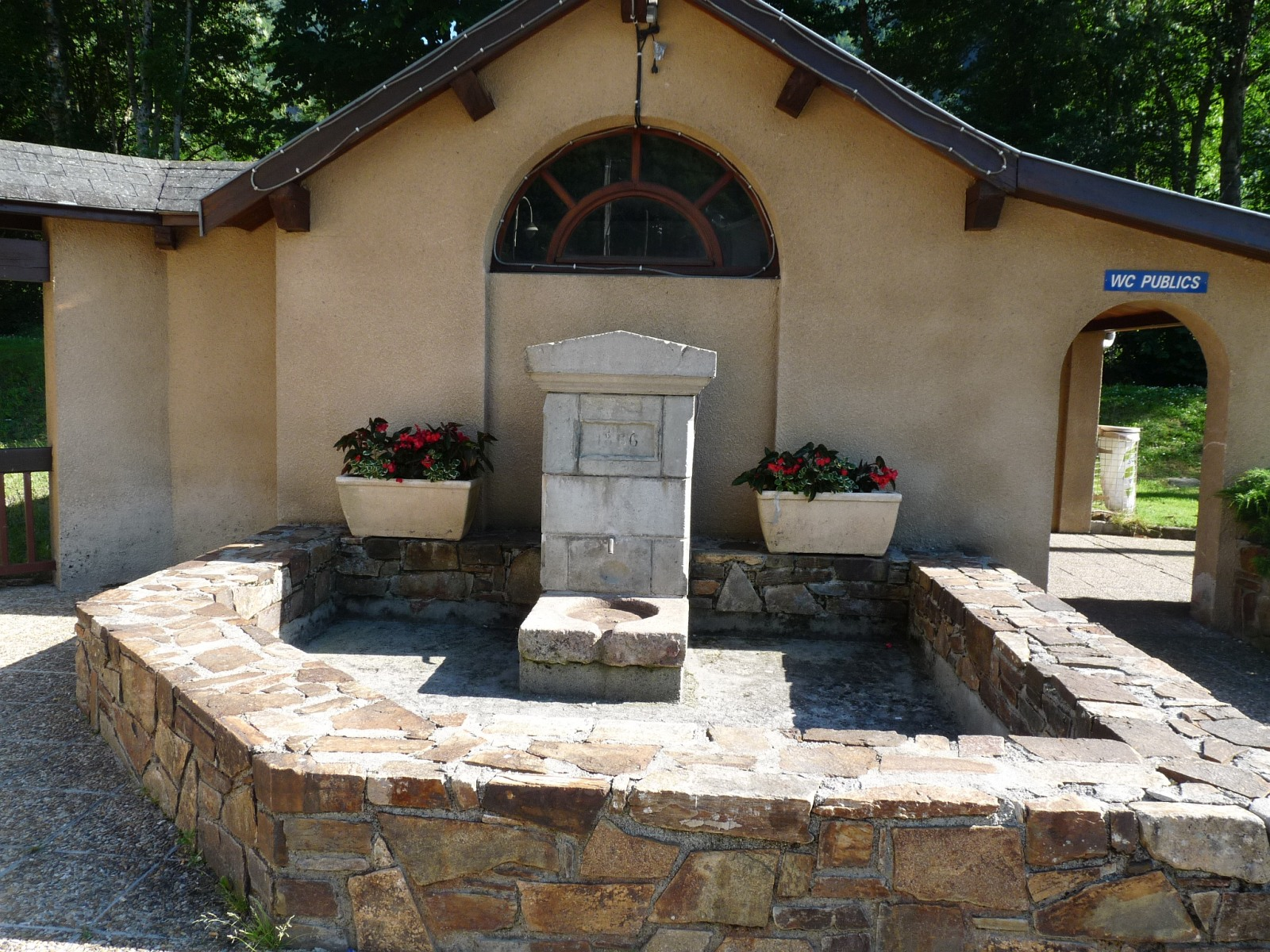
Fontaine de 1866.
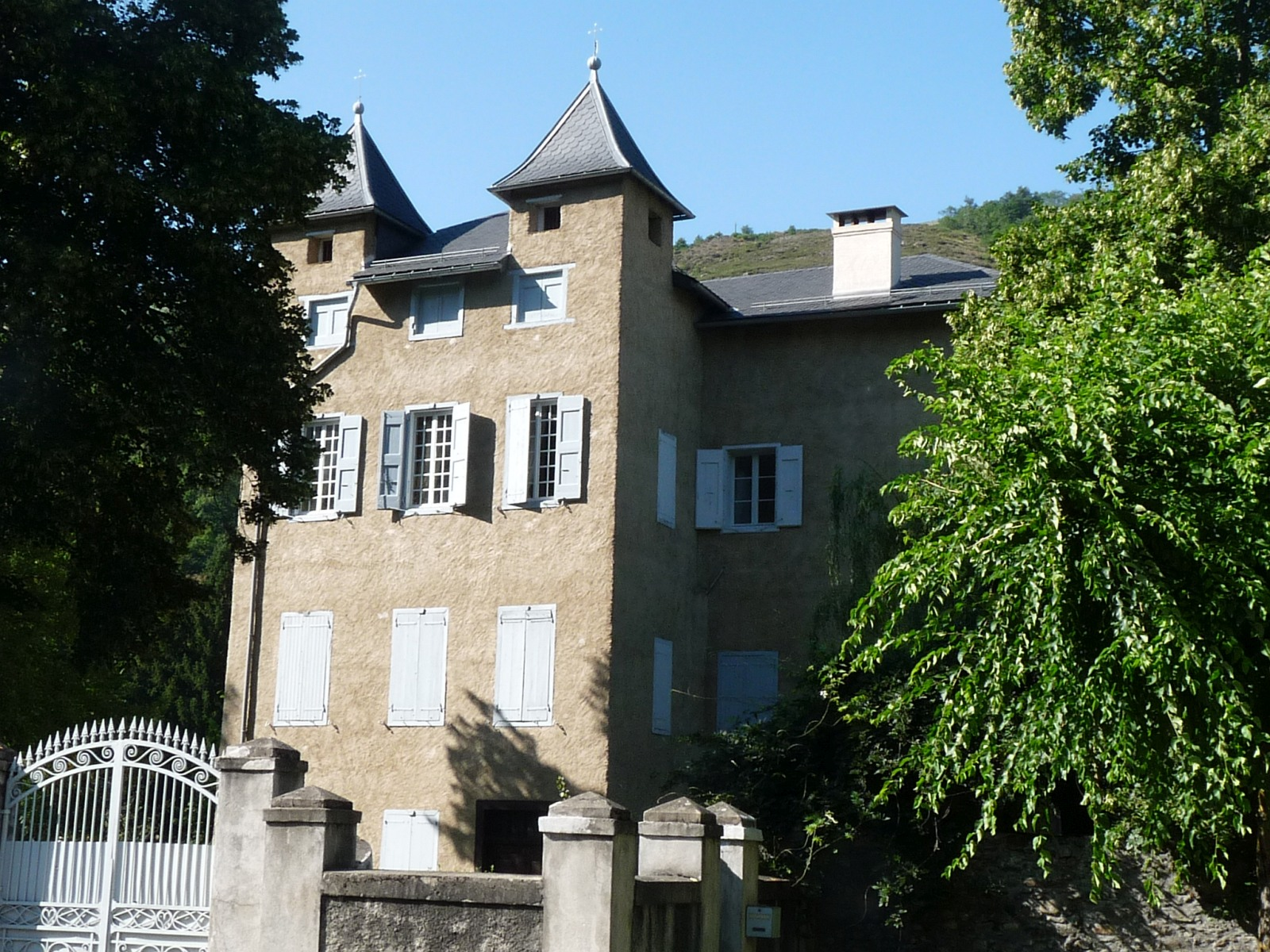
Le château.

## Personnalités liées à la commune
- Jean-Pierre Fornier de Savignac (1764-1837), homme politique (député de l'Ariège et maire de Savignac) mort à Savignac.
- François Denjean (1878-1940), poète né à Savignac.
- L'abbé Marcel Félez (1911-2009), résistant durant la Seconde Guerre mondiale (passeur) puis curé de Savignac dès 1986.